# Ida z Leuven
Bł. Ida z Leuven (ur. 1220/1230, zm. ok. 1300) – mistyczka chrześcijańska. Jej ojciec zajmował się handlem winami i nie miał żadnego zrozumienia dla pobożności swej córki. Mimo to Ida, dzięki wsparciu swej matki, wiodła życie wyjątkowo pobożne. Ascetyczny rygor, który nieustannie sobie narzucała, z biegiem czasu sprawił, że wokół jej osoby zaczęły narastać legendy. By położyć temu kres, zdecydowała się wstąpić do opactwa cysterek w Roosendaal koło Mechelen. Tam miała otrzymać stygmaty i doznawać wielokrotnych wizji mistycznych. Według pisma "Vita beatae Idae Lovaniensis" Ida z Leuven była doskonałą mniszką, pełną miłości do bliźnich, gorliwa w pokucie, biegła w znajomości Pisma Świętego i bez reszty oddana Chrystusowi.